# Holocaust
L'Holocaust fou el genocidi dut a terme pel règim nacionalsocialista del Tercer Reich sobre els jueus i altres pobles entre els anys 1933 i 1945.
El genocidi fou la culminació d'un llarg procés que es desenvolupà paral·lelament a la implantació del règim nazi i que tenia com a objectiu la creació d'una comunitat nacional —Volksgemeinschaft— racialment pura. El que Hitler es proposava —i així ho havia anunciat el 30 de gener del 1939— era l'extermini de la raça jueva d'Europa.
Finalment, en la conferència de Wannsee, 20 de gener de 1942, s'aprovà la «solució final a la qüestió dels jueus» —Endlösung der Judenfrage o endgültige Lösung der Judefrage, escurçat simplement a «la solució final» - Endlösung—. Aquesta solució consistia en l'eliminació física, per mitjà dels treballs forçats, la fam i les cambres de gas, dels jueus (i d'altres «indesitjables») internats en camps d'extermini (Auschwitz-Birkenau, Chelmno, Belzec, Majdanek, Mauthausen, Sobibor i Treblinka). L'estimació històrica del nombre de víctimes jueves és de vora sis milions, encara que els historiadors contemporanis creuen que el nombre se situa entre els 5 i 7 milions.
Altres grups que el règim nazi definí com a «indesitjables» eren els homosexuals, els testimonis de Jehovà, els minusvàlids i dissidents i els opositors polítics de diverses nacionalitats i religions (polonesos, ucraïnesos, belarussos, lituans, letons, estonians, russos, altres eslaus, gitanos i catòlics).

## Origen del mot
La paraula holocaust deriva del grec ὁλόκαυστον (pronúncia: [holókauston]), que significa ‘una ofrena completament (ὅλος; pron. [hólos]) cremada (καυστός, pron. [kaustós])’, i s'utilitzava amb relació a les ofrenes sacrificials ofertes a Déu. Des del segle xix, però, la paraula ha estat utilitzada per diversos autors per a fer referència a catàstrofes i massacres de grans proporcions.
La paraula hebrea bíblica Xoà (שואה), que significa ‘calamitat’ (i des de l'Edat Mitjana, ‘destrucció’), és la paraula hebrea per a designar l'holocaust comés pels nazis. També s'utilitza, en ídix, la locució חורבן אייראָפּע, Khurbn Eyrope, que significa ‘destrucció europea’ (la paraula hebrea חֻרְבָּן, hurban es refereix a la destrucció del Segon Temple de Jerusalem). Els gitanos van utilitzar el nom Porrajmos (o Porraimos), paraula que significa ‘devorar’. A Israel es recorda l'Holocaust el Yom ha-Xoà (Dia de record de l'Holocaust).

## La definició dejueuper al nazisme

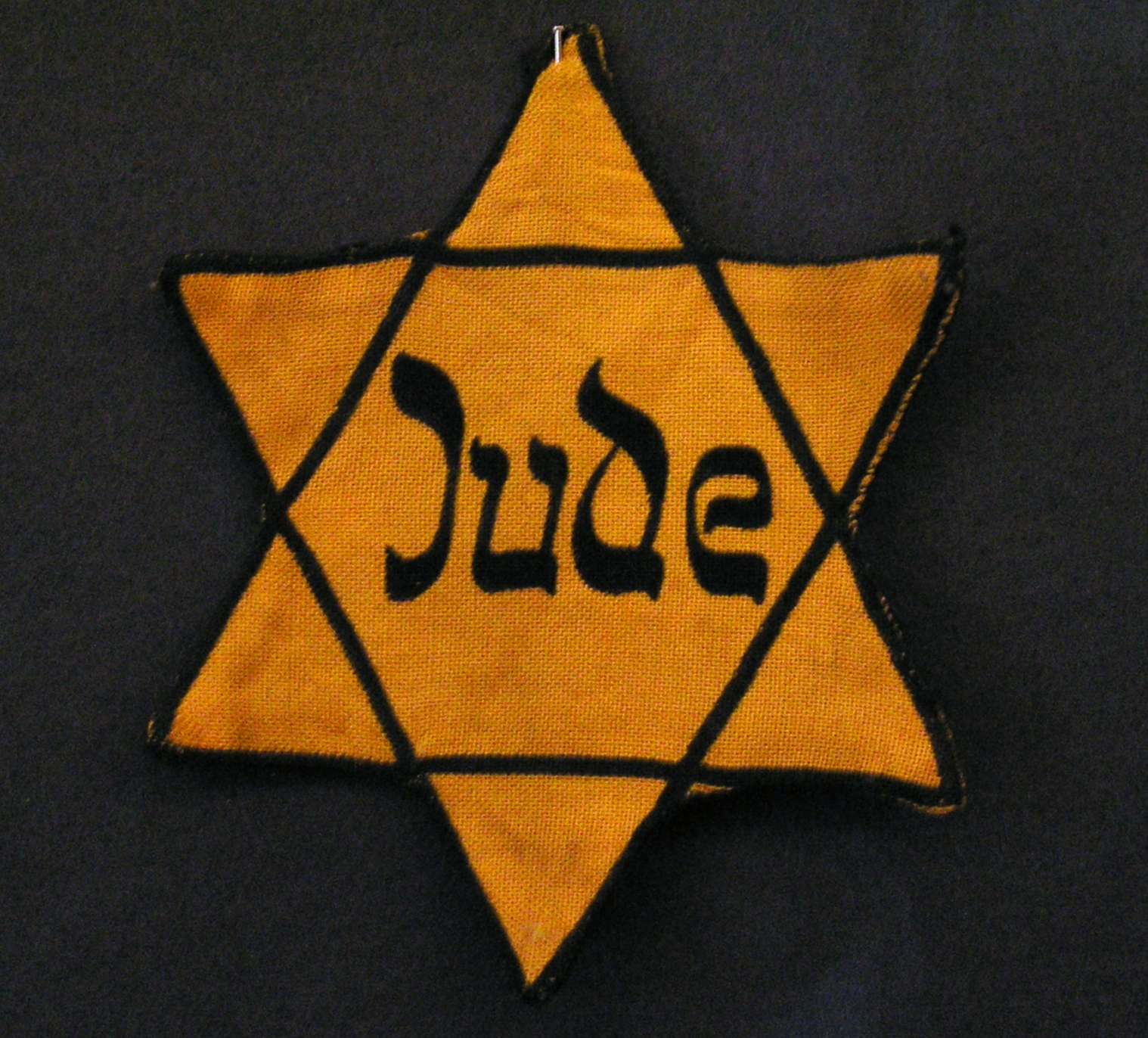
Estrella de David amb què es discriminava els jueus a l'Alemanya nazi.

El Partit Nazi, que va prendre el poder a Alemanya el 1933, tenia entre les seves bases ideològiques la de l'antisemitisme, professat per part del moviment nacionalista alemany des de mitjans del segle xix. L'antisemitisme modern es diferenciava de l'odi clàssic cap als jueus, que no tenia una base religiosa, sinó presumptament racial. Els nacionalistes alemanys, malgrat que van recuperar bastants aspectes del discurs judeòfob tradicional, particularment del de Luter, consideraven que ser jueu era una condició innata, racial, que no desapareixia per molt que un intentés assimilar-se en la societat cristiana. En paraules de Hannah Arendt, es va canviar el concepte de judaisme pel de judeïtat.
Les arrels racials, que no religioses, de l'antisemitisme nazi anaven en consonància amb la realitat social i religiosa dels jueus del segle xx europeu. L'escriptor austríac, d'origen jueu, Stefan Zweig ho explicà des de l'exili abans de morir el 1942: «El més tràgic d'aquesta tragèdia jueva del segle xx era que els qui la patien no li trobaven sentit ni culpa. Tots els desterrats dels temps medievals, els seus patriarques i avantpassats, sabien com a mínim per què patien: per la seva fe, per la seva llei. Posseïen encara com a talismà de l'esperit allò que els d'avui fa temps que han perdut: la confiança absoluta en el seu Déu. (...) Mentre la religió els mantenia junts, eren una comunitat i, per tant, una força; quan se'ls expulsava i perseguia, expiaven la culpa d'haver-se separat conscientment dels altres pobles de la terra per la seva religió i els seus costums. Els jueus del segle xx, en canvi, havien deixat de ser una comunitat feia temps. No tenien una fe comuna, consideraven el seu judaisme més com una càrrega que no pas com un orgull i no tenien consciència de cap missió. Vivien a part dels manaments dels seus llibres antany sagrats i ja no volien parlar la seva antiga llengua comuna. Tot el seu afany, cada vegada més impacient, era incorporar-se i integrar-se en els pobles que els envoltaven, dissoldre's en la col·lectivitat, només per tal de tenir pau i no haver de patir persecucions, reposar de la fugida eterna. I, així, uns ja no entenien els altres, refosos amb els altres pobles: des de feia temps eren més francesos, alemanys, anglesos o russos que no pas jueus. Fins avui, quan se'ls aplega i se'ls escombra dels carrers com immundícia (...), fins avui, per primera vegada durant segles, no s'ha obligat els jueus a tornar a ser una comunitat que no sentien com a seva des de feia molt de temps, la comunitat de l'èxode repetida adesiara des d'Egipte».
D'altra banda, el nacionalisme suposava l'estat nació, és a dir, l'homogeneïtat cultural i lingüística de la seva població. Els jueus, considerats com a persones pertanyents a l'altra raça, i a més inferior i, per tant, no assimilables a la cultura nacional, només podien ser separats del cos social. Enfront de la raça jueva, estranya a la nació, els nazis col·locaven la raça ària, que era la que constituïa la nació alemanya i estava cridada a dominar Europa.
El nazisme, amb un component mític, ferventment nacionalista i d'un caire polític centralitzat, dividí la societat en quatre categories:
- La raça ària, superior a la resta de les races i destinada a dominar el món; i on els aris que no estiguessin d'acord haurien de ser eliminats.
- La resta de les races, considerades inferiors i destinades a ser dominades, i aquells d'aquestes races que es resistissin haurien de ser eliminades.
- Els «impurs» (gitanos, homosexuals, malalts, discapacitats, dements, etc.), que estaven destinats a ser exterminats;
- Els jueus, considerada l'antítesi de la raça ària i encarnació del mal, destinats a l'exterminació massiva i sistemàtica.

La primera qüestió era determinar qui era jueu. Els nacionalistes alemanys no havien assolit establir una línia divisòria clara entre jueus i no jueus; hi havia a Alemanya nombroses persones descendents de jueus conversos que no tenien ja cap relació amb la cultura jueva, així com nombroses famílies mixtes i les seves descendents. En aquest sentit, la primera preocupació dels nazis va ser crear un criteri per a basar la posterior segregació. Les primeres lleis dirigides contra els jueus no incorporaven encara una definició del ser jueu i es parlava en general de «no aris». La definició finalment adoptada va ser la següent: jueu era qui tingués almenys tres avis jueus, fos quina fos la religió de la persona interessada. Qui tinguessin dos o només un avi jueu eren mischlinge, és a dir, mig jueus. Els primers, amb dos avis jueus, eren «mischlinge de segon grau» i podien ser reclassificats com jueus en funció de complexes consideracions (la seva religió o la del seu cònjuge, per exemple). Podien també ser «alliberats» de la seva condició i convertir-se en aris per paga dels serveis prestats al règim, o podien seguir sent Mischlinge, amb el que estaven sotmesos a certes restriccions en tant que «no aris», però no a les persecucions dirigides contra els jueus. Els mischlinge de primer grau eren els qui tenien un únic avi jueu i en general eren tractats com aris plens. Els Michlinge d'un grau o altre abundaven a Alemanya i sovint assolien ocultar la seva condició. El dirigent de les SS Reinhard Heydrich, el Carnisser de Praga, era mischlinge de segon grau, dada que va ser ocultada gelosament pels seus superiors nazis.
La segona qüestió era com procedir, i no es va donar des del principi, sinó que va ser un procés lent cap a la degradació i l'enviliment humà on els nazis sistematitzaren els processos d'assassinats massius. Van començar amb la concentració de la població jueva en guetos i posteriorment en camps de concentració. I va culminar, a partir de l'any 1942, amb la implantació de l'anomenada «solució final a la qüestió jueva»: l'assassinat industrial, massiu i sistemàtic de la població jueva. El principal element d'aquesta «solució» van ser els camps d'extermini, els quals funcionaven com autèntiques fàbriques de mort, la matèria primera de la qual era la població a ser exterminada.

## El llarg camí cap a l'Holocaust
Ja des dels orígens del nazisme la «qüestió jueva» té un paper principal en la seva ideologia i objectius polítics. El 1921, el Programa del Partit Nacional Socialista dels Treballadors Alemanys afirma que tots aquells que siguin considerats jueus perdran la seva nacionalitat, seran expropiats i expulsats d'Alemanya. No obstant això, l'expulsió era considerada pels nazis tan perillosa com la convivència: un jueu a l'exterior seria un enemic més, de la mateixa manera que la creació d'un estat jueu, a Palestina o a qualsevol altre indret, suposaria una base per al judaisme internacional i tindria conseqüències per al desenvolupament polític a l'Orient Mitjà. Així doncs, l'única solució possible és l'eliminació, l'extermini.
El 1932, abans de la pujada al poder d'Adolf Hitler, a Alemanya hi havia més de 6 milions d'aturats, la crisi de la República de Weimar es va deixar sentir en la política a través dels successius canvis i nomenaments de cancellers. El 30 de gener de 1933, el mariscal Paul von Hindenburg nomena canceller del govern alemany a Adolf Hitler, amb el suport del NSDAP, partit nacional alemany, i dels monàrquics. Hitler havia arribat al poder per vies legals.
Poc després de l'arribada al poder de Hitler, aquest proposà a Hindenburg la dissolució del Reichstag i la convocatòria de noves eleccions. El 27 de febrer de 1933, el Reichstag fou incendiat. Se'n culpà als comunistes, tot i que no està provat que ho fossin. A Alemanya, el 14 de juliol de 1933, tots els partits democràtics són prohibits. El NSDAP és declarat partit únic. Els sindicats de treballadors i les associacions de joves són prohibides; comencen les primeres detencions de jueus.
S'empra, doncs, el terror com a arma política. Gradualment evoluciona cap a l'extermini com un fi en si mateix. Ben aviat les SS, dirigits per Heinrich Himmler, foren les encarregades del control dels camps de concentració. Els primers presoners foren obligats a treballar en unes condicions inhumanes aixecant les instal·lacions dels nous camps: Dachau, Sachsenhausen, Buchenwald, Ravensbrück, Stutthof, Auschwitz i Neuengamme. Tots aquests camps tenien uns annexos exteriors que en depenien, els kommandos.
En un principi, el govern nazi no actuarà contra els jueus d'una forma contundent. De fet, quan Hjalmar Schacht, el responsable del finançament de la campanya electoral de Hitler, es converteix en membre del consell del Reichsbank, vuit persones més són nomenades, entre elles tres banquers jueus: Mendelssohn, Waserman i Max Warburg. El mateix Schacht afirma la importància que tenen els jueus per al bon funcionament de les finances internacionals d'Alemanya. La majoria dels jueus alemanys confien en aquestes afirmacions i consideren que l'antisemitisme que es promou des de la premsa i altres mitjans, en algunes ocasions a instàncies del govern, no és un motiu suficientment alarmant com per emigrar. Des de l'exterior, però, són molts els que inicien un boicot contra Alemanya. Les organitzacions jueves americanes i diferents associacions financen les migracions cap a Palestina i els Estats Units. En aquest context el director del departament polític de l'Agència Jueva negocia amb els nazis l'acord conegut amb el nom de Haavarà. L'acord establia la possibilitat per als jueus alemanys de marxar cap a Palestina i a la vegada promovia l'exportació de productes alemanys a Palestina. Les exportacions es van dur a terme fins a l'esclat de la guerra el 1939 amb l'ajuda d'assistència comercial i capital jueu. En el mateix acord s'estipulava que els jueus que emigressin cap a Palestina deixarien les seves propietats i béns a les organitzacions jueves i aquestes serien venudes als alemanys. De fet, era amb aquests guanys amb els que els jueus es van comprometre a comprar productes alemanys per a ser exportats a Palestina. Aquest acord va aixecar les protestes de diferents organitzacions sionistes, però tot i això va ser aprovat i al voltant d'uns 20.000 jueus van poder escapar dels camps d'extermini.

### «El treball allibera» (1933 a 1942)
Segons Montserrat Roig, el regne dels SS coneixerà dues etapes: la primera anirà des de l'ascensió al poder de Hitler fins a l'any 1942. És l'etapa de la «reeducació pel treball». A l'entrada del camp de Dachau hi ha escrit: «Arbeit macht frei» («el treball allibera»). En aquesta etapa no se cerca pas la rendibilitat, sinó l'explotació, la degradació humana i l'enviliment.

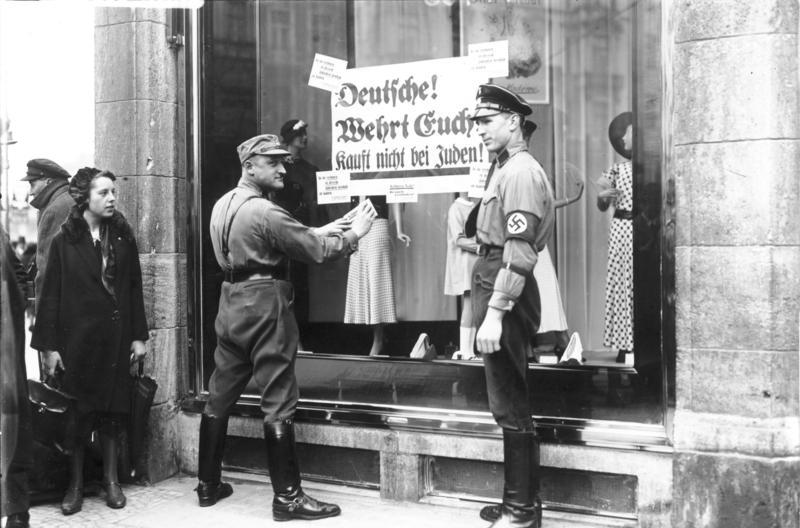
Fixació de cartells indicant el boicot a les botigues jueves l'any 1933
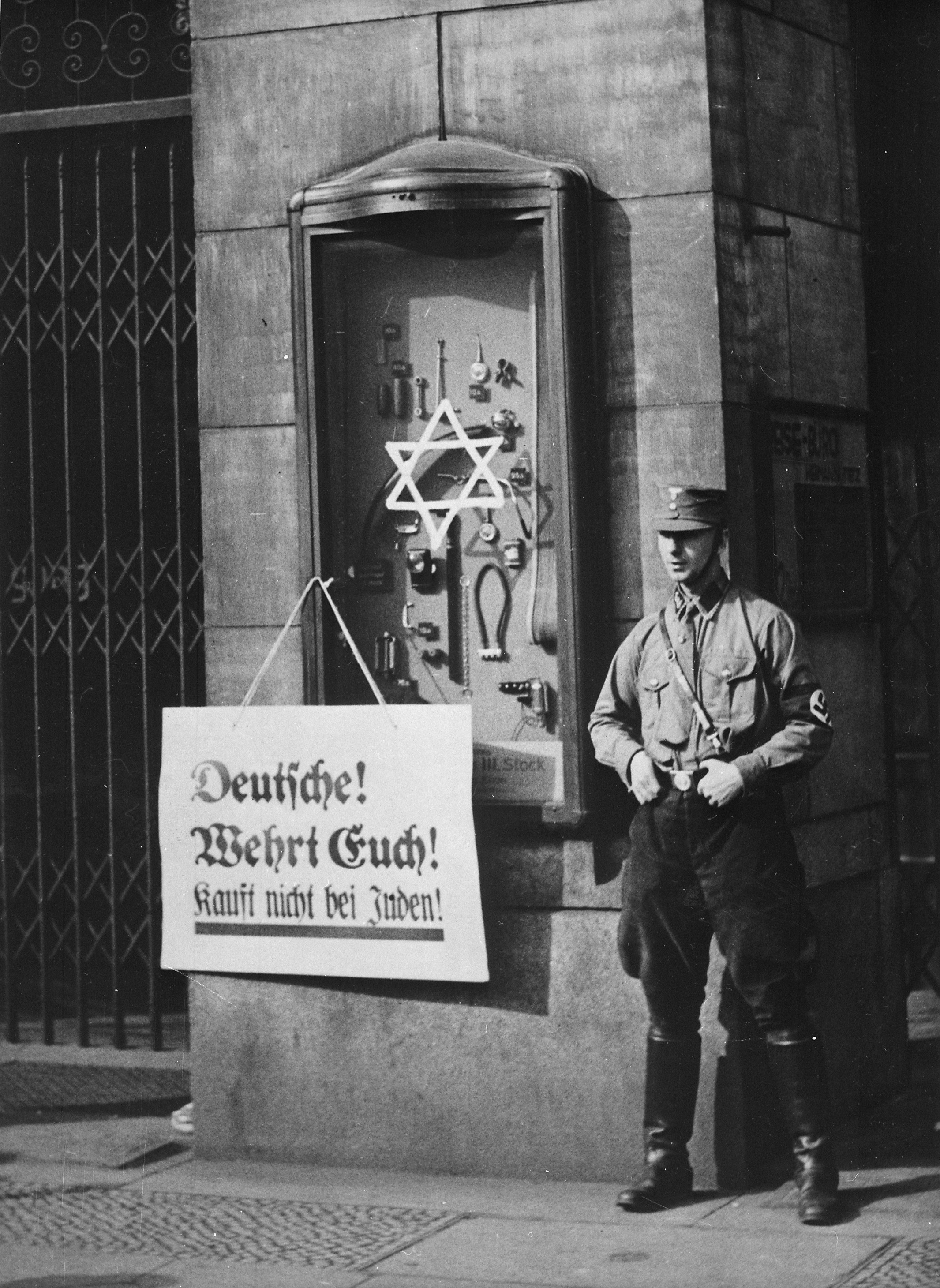
Boicot oficial realitzat per les SA, Berlin, primavera del 1933.
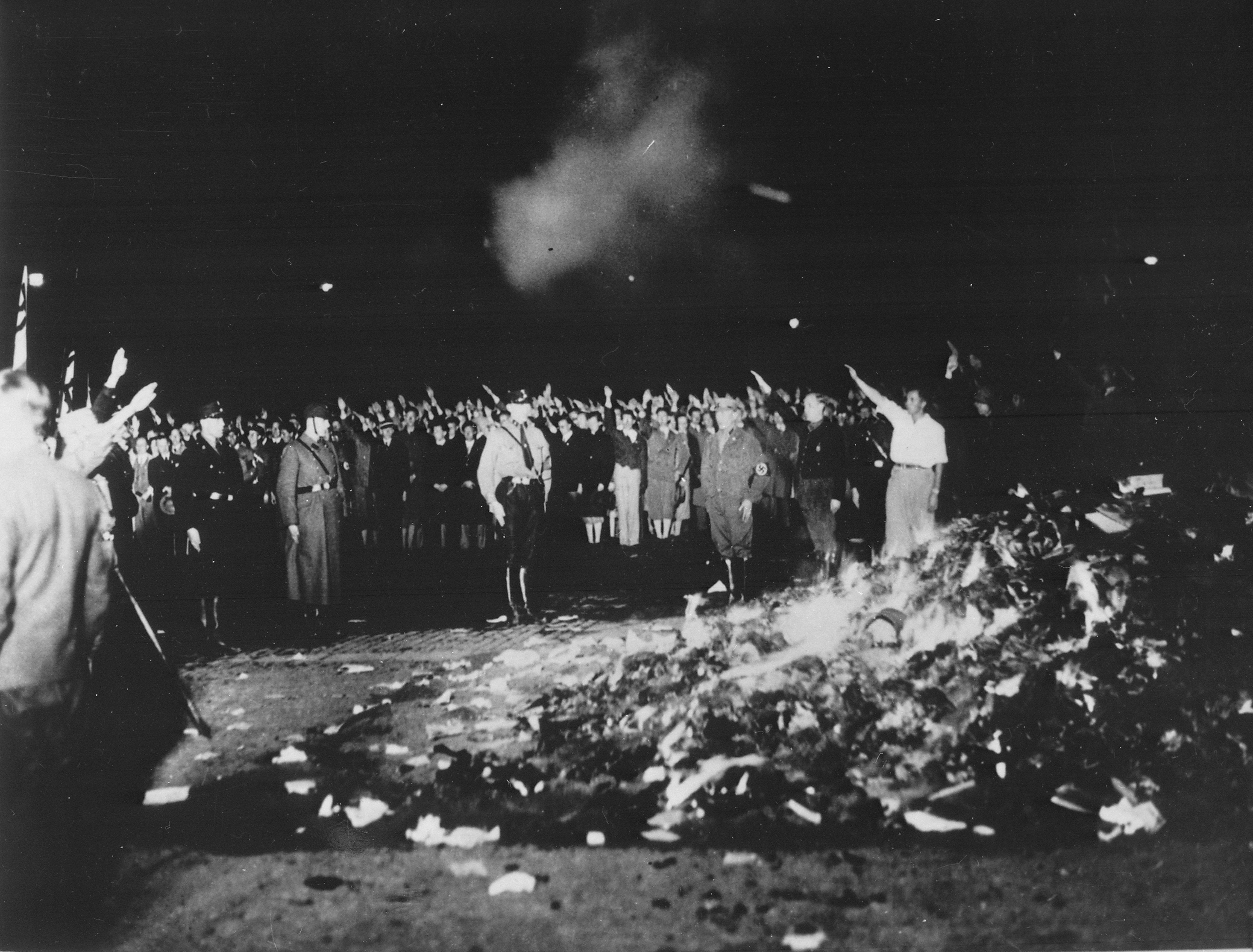
Auto de fe –estil Inquisició- de l'11 de maig de 1933.
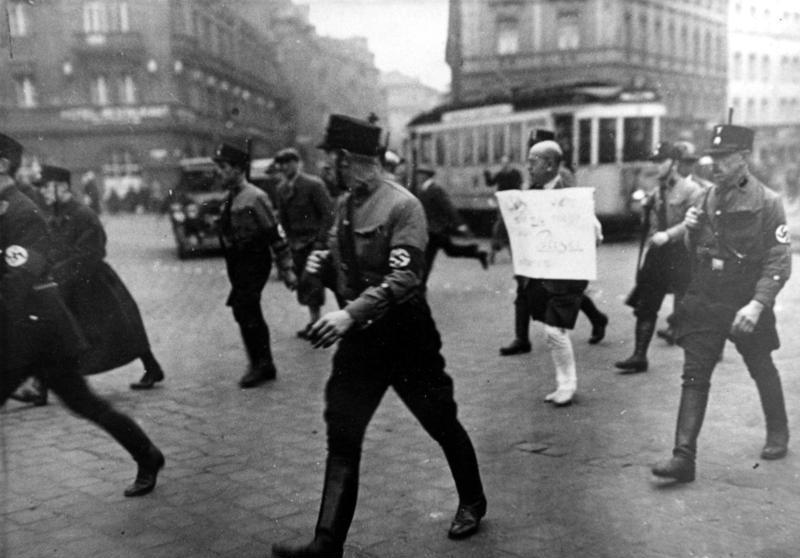
Humiliacions públiques d'un notable jueu a Múnic el 1933.

#### 1933. Inici del sistema concentracionari nazi
Cap al 1933, els SA (Sturmabteilung) havien ubicat camps de concentració en totes les ciutats importants d'Alemanya: podia ser uns soterranis abandonats, unes fàbriques requisades o un simple terreny envoltat de xarxes de filferro. No són encara camps de concentració, però l'univers concentracionari nazi havia començat. La justificació jurídica es fonamentava en un decret del president del Reich del 28 de febrer de 1933 que suspenia sis articles de la constitució de Weimar. El 12 d'abril de 1934, el ministeri d'interior del Reich adreçava una instrucció d'internament preventiu.
El 21 de març de 1933, el diari de Múnic Münchener Neuesten Nachrichten publicava una circular del cap de policia de la ciutat on informava de l'obertura del camp de Dachau. Després vindria, el mateix any, el de Sachsenhausen; el 1937, el de Buchenwald; el 1938, el de Mauthausen; el 1939 els de Ravensbrück i Flossenburg. Del 1933 al 1939, un milió d'alemanys foren enviats als camps de concentració. Més de trenta-dos mil van ser executats.

#### La degradació de la situació jueva
El juliol del 1935 la política antisemita del govern nazi va prendre una nova dimensió quan els jueus van ésser apartats de l'àmbit públic: la justícia, l'ensenyament, l'exèrcit i les professions liberals entre d'altres.
Malgrat això, les empreses jueves continuen funcionant. És el 1938 quan s'inicien les expropiacions: a l'abril, els jueus són obligats a declarar tot allò que tingués un valor superior als 5000 marcs alemanys; al juny els establiments industrials jueus també van haver de ser declarats: les empreses havien de ser «arianitzades». El sector dels serveis també va patir un procés similar: al voltant d'un centenar de bancs jueus van passar a mans no jueves. A partir de 1941, a més, totes aquestes empreses hauran de canviar els seus noms, ja que els estarà prohibit utilitzar denominacions comercials jueves.
La kristallnacht o nit dels vidres trencats va suposar l'inici de noves prohibicions i restriccions per als comerciants jueus. Després de les destrosses ocasionades als comerços jueus, el govern nazi reclama a les companyies d'assegurances una compensació per les pèrdues que els produirà la impossibilitat dels comerciants jueus de fer front als impostos. A més a més es fixa una multa per als mateixos jueus per haver provocat la ira, qualificada pels nazis de justa, del poble alemany.

#### Inici de la guerra
Amb l'inici de la guerra, entre el 1940 i 1943, foren construïts vuit camps més: Auschwitz, Bergen-Belsen, Gross-Rosen, Kaiserwald, Majdanek, Natzweiler-Struthof, Neuengamme i Stutthof. El genocidi nazi avançava amb les tropes: des de mitjans del 1941 s'exterminava als jueus de Polònia, Romania i Rússia; després, des d'inicis del 1942 també contra els jueus alemanys i de la resta de l'Europa ocupada. Fins al 1942, a Polònia i a Rússia, es feien les execucions davant les fosses comunes cavades prèviament per les mateixes víctimes; és a dir, l'assassinat sistemàtic de jueus es «limitava» al «sofisticat» mètode dels afusellaments en massa, encara, no eren exterminats emprant les cambres de gas, construïdes amb aquest propòsit i dotades d'enormes crematoris annexes.
Així doncs, amb l'esclat de la guerra i l'avanç del nazisme per Europa, la població jueva dels països ocupats patirà processos idèntics. Les expropiacions a Polònia comencen des del primer moment de l'ocupació, el setembre de 1939. A França a partir de l'octubre de 1940, però els alemanys deixaran les expropiacions en mans del govern francès. Les propietats i béns expropiats són repartits de diverses maneres, però en general entre els membres de l'exèrcit, els excombatents i els alts càrrecs de la jerarquia nazi. En moltes ocasions els beneficiaris d'aquestes expropiacions es procuren els mitjans necessaris per a evitar impugnacions posteriors: factures de compra (fraudulentes o firmades sota coacció) o associacions (com la de «propietaris d'antigues empreses jueves», a França).

#### Els guetos i els camps de treball

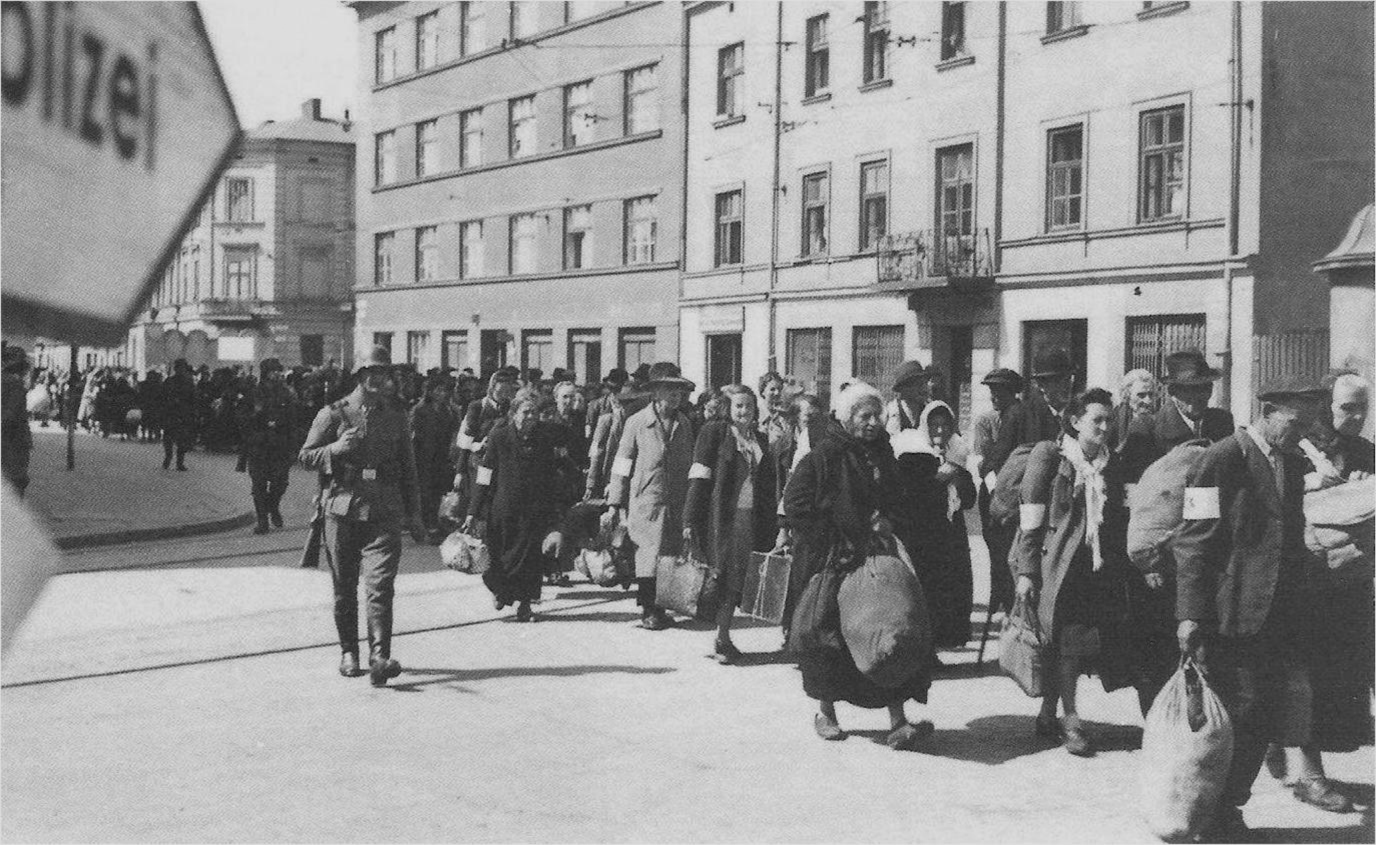
Gueto a Cracòvia l'any 1943, durant el període d'ocupació nazi.

El gueto va ser en certa manera una conseqüència de les expropiacions i la política i ideologia nazi en relació als jueus. Aquests, desposseïts de les seves empreses, comerços i professions, així com de les seves propietats, es van situar a les ciutats i van ser concentrats en els anomenats guetos, alguns dels més famosos dels quals són el de Lodz, el de Cracòvia i especialment el de Varsòvia. Amb el temps aquests barris separats i administrats per la comunitat jueva van suposar un cost molt elevat per al govern alemany que va decidir que serien els jueus els que pagarien per la seva exclusió. Les factures i costos que generava el gueto van haver de ser assumides pels jueus. D'altra banda, els nazis van decidir que per tal de reduir-ne els costos, els guetos s'havien de fer rendibles. Conseqüència d'aquesta decisió, des de l'Oficina Nacional de Rendibilitat del Govern es va suggerir la possibilitat d'utilitzar els jueus per a treballs forçats, lògicament no remunerats. Aquesta pràctica es va dur a terme a partir del 1939 i per tal d'aconseguir millors resultats es van instaurar els camps de treball. En un primer moment aquests funcionaven de la següent manera: els treballadors treballaven fora del gueto però cada nit hi tornaven. Després, però, la pràctica va canviar i els treballadors treballaven i vivien als camps de treball sota l'amenaça que suposava el que la seva família es trobés al gueto en condició, en certa manera, d'ostatge. En principi les feines consistien principalment en accions destinades a la construcció de ferrocarrils, condicionaments hidràulics, etc. Ben aviat, però, la mà d'obra jueva va ser requerida per indústries de caràcter privat, especialment de caràcter militar. Paral·lelament al sorgiment dels camps de treball, els mateixos guetos es van anar constituint en centres de producció d'articles destinats especialment a l'exèrcit: uniformes, calçat, caixes de munició, etc.

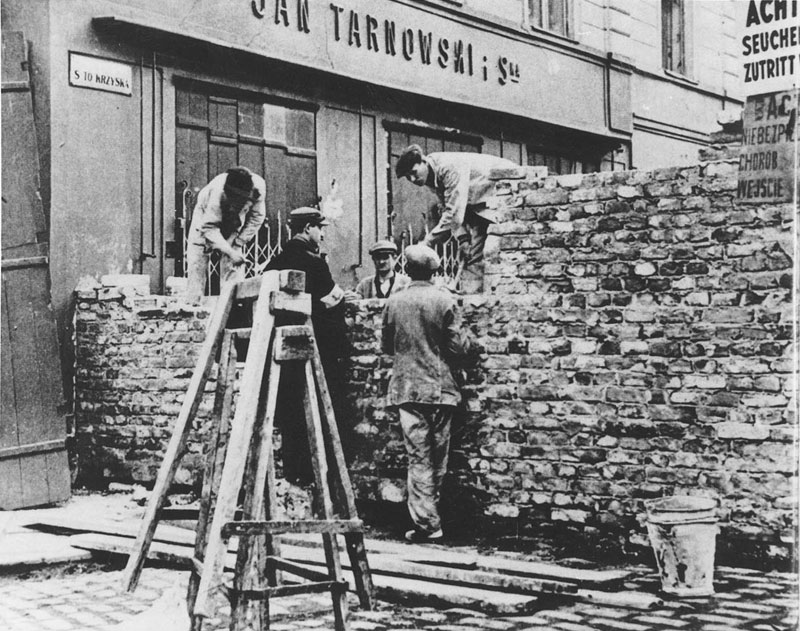
La construcció del mur del gueto de Varsòvia
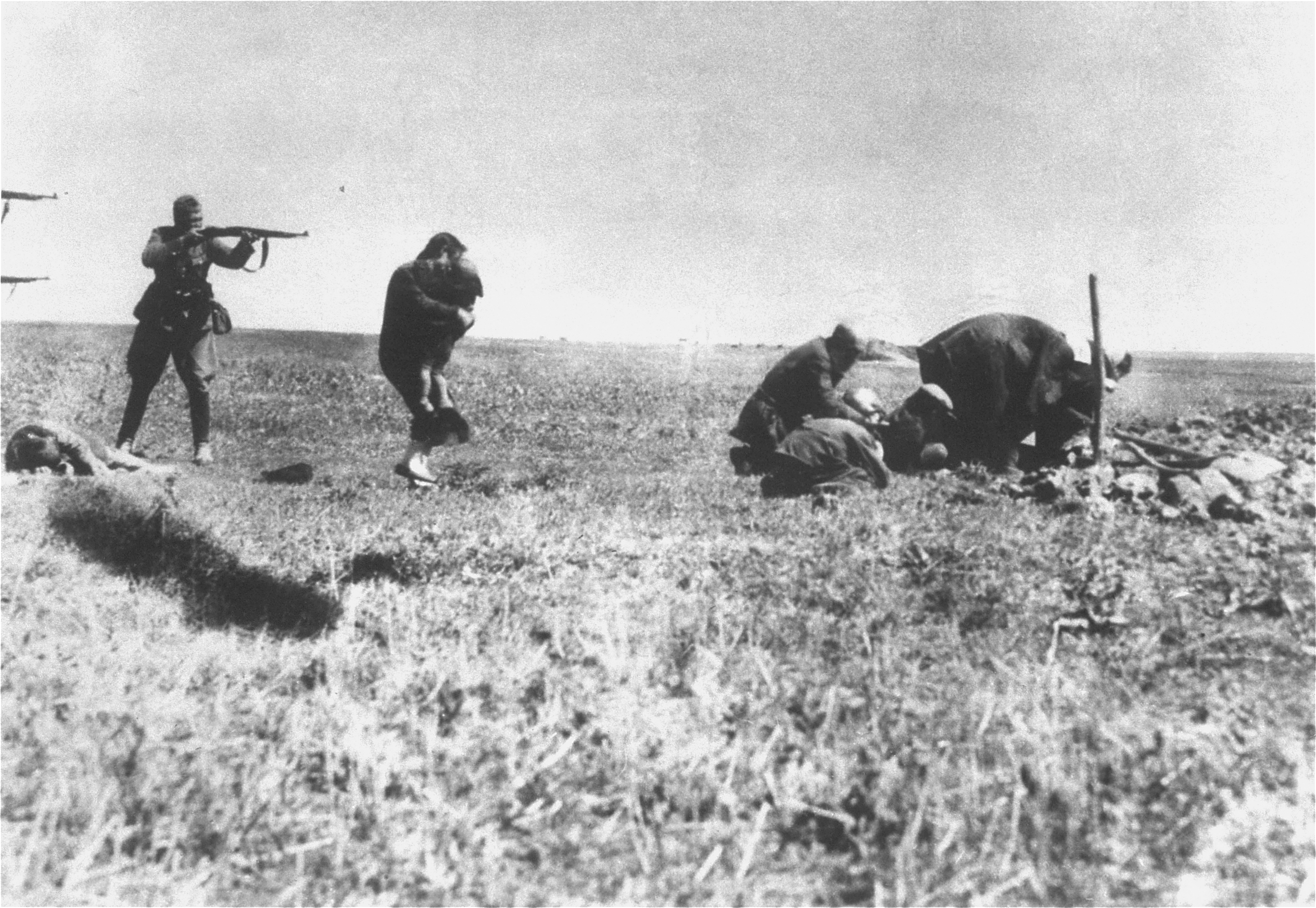
Una dona jueva i el seu fill són afusellats per les Einsatzgruppen mentre altres víctimes caven la seva pròpia fossa. Ivangorod, Ucraïna, 1942.
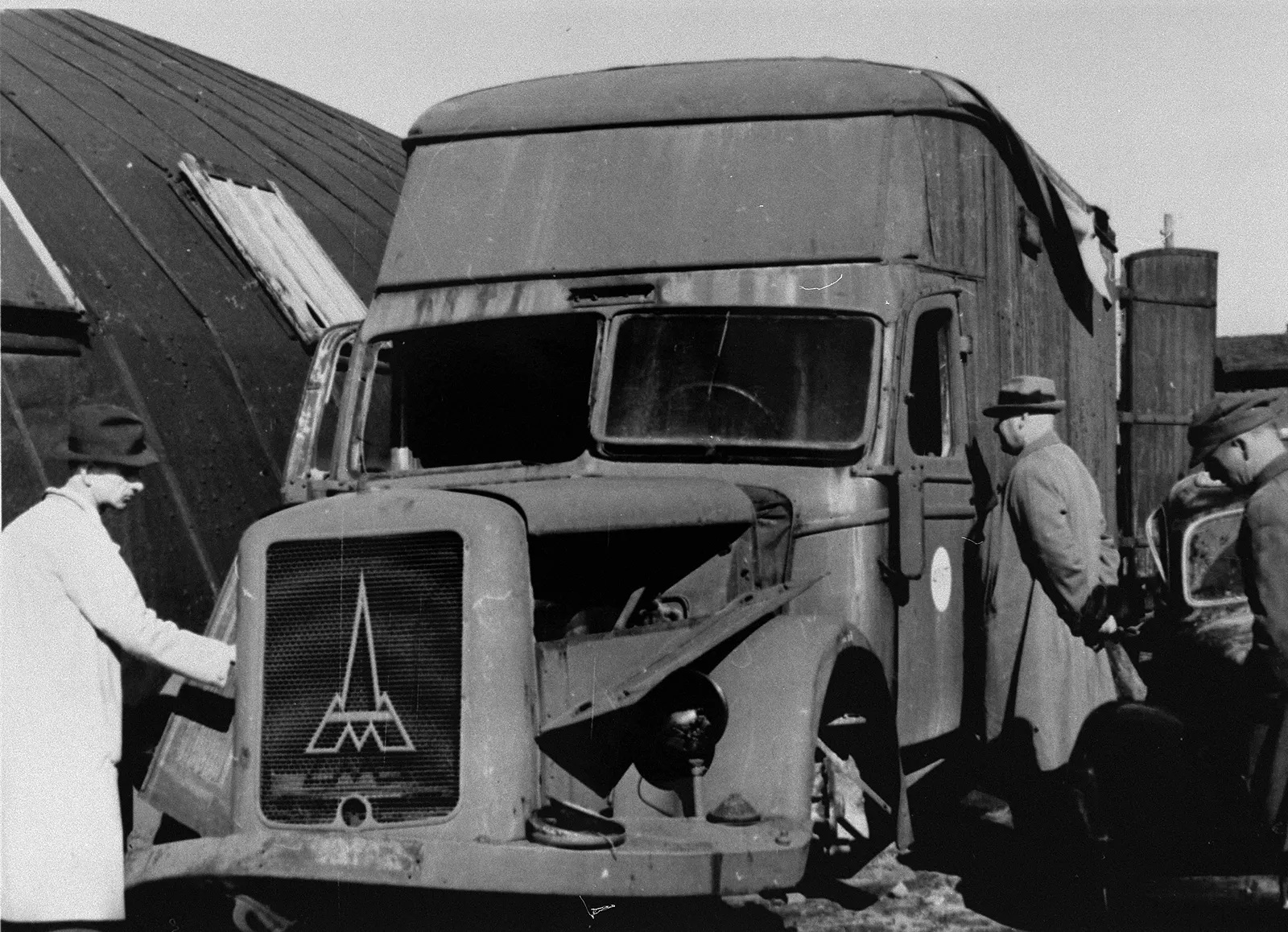
Camioneta del gas del camp d'extermini de Chelmno. Fotografia del 1945.

### L'exterminació pel treball (1942-1945)

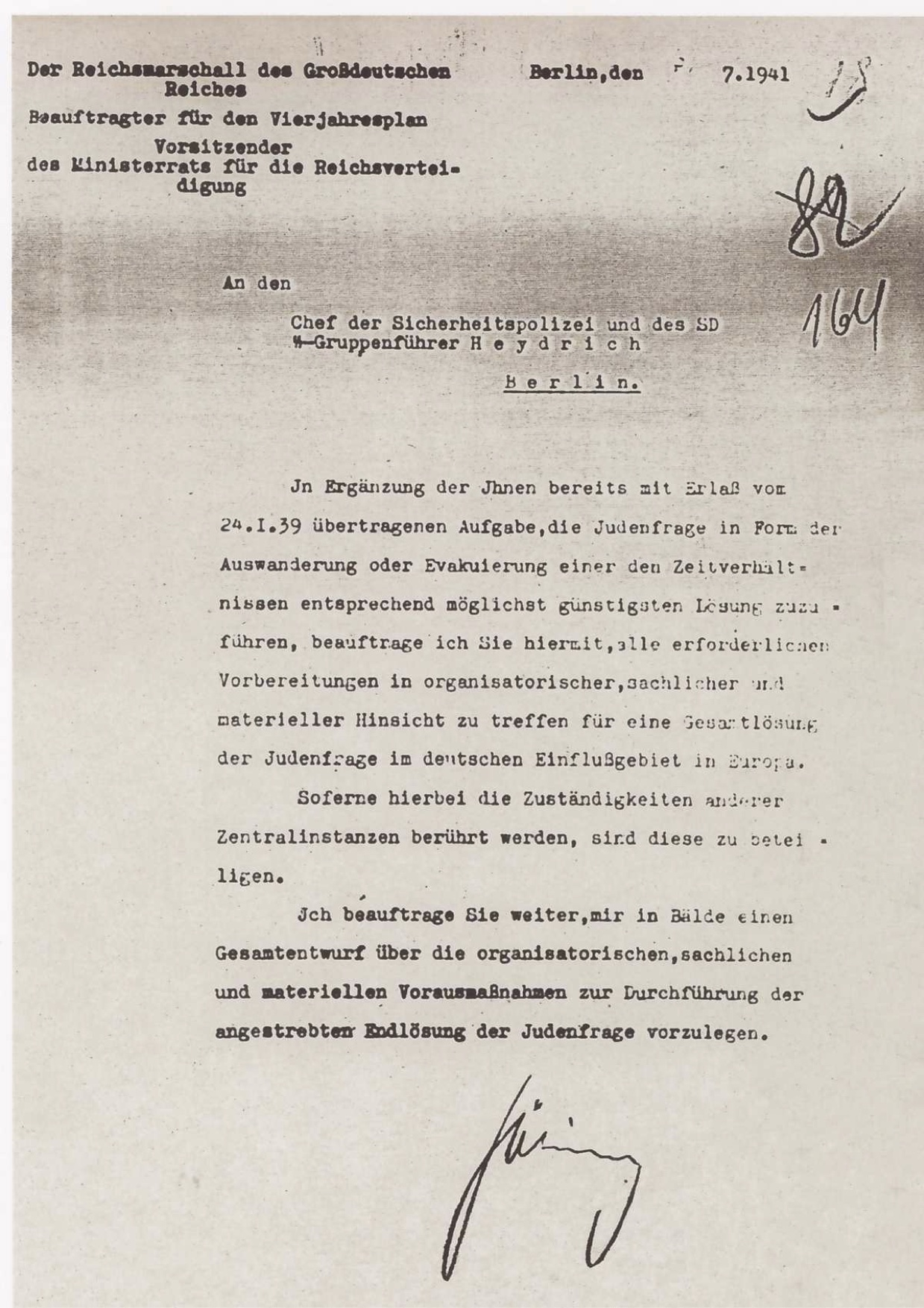
Carta de Hermann Göring a Heydrich encarregant a aquest darrer d'organitzar la «solució final de la qüestió jueva», juliol del 1941. El concepte de solució final referit a la població jueva era un eufemisme per referir-se a la seva aniquilació física, considerades com a perjudicials per a Alemanya, segons les teories exposades al Mein Kampf.

La solució final a la qüestió jueva per a tot Europa es va organitzar a la Conferència de Wannsee el 20 de gener de 1942, dirigida per Reinhard Heydrich i Adolf Eichmann. Poc després de la contraofensiva russa a les portes de Moscou (5 de desembre del 1941) és quan Hitler es va convèncer que no es podia guanyar la guerra. I a més, la declaració de guerra amb els Estats Units segellava la derrota. Aquestes dates, segons Sebastian Haffner, mantenen una relació evident: mentre Hitler va creure possible una ràpida victòria contra Rússia semblant a la d'un any abans a França, va mantenir l'esperança que Anglaterra es rendiria quan hagués quedat sola a Europa. Per aquest motiu no es volia presentar com un genocida i esperava mantenir en secret els assassinats massius de Rússia i Polònia, almenys mentre durés la guerra. En aquestes circumstàncies no podia aplicar un genocidi a França, Holanda, Bèlgica, Dinamarca, Noruega o la mateixa Alemanya perquè per força ràpidament se sabria a Anglaterra. A la fi del 1941, Hitler és conscient que la victòria contra Rússia no serà possible; en la lògica de Hitler, si no podia guanyar a Rússia, aleshores tampoc no era possible la pau amb Anglaterra. Així doncs podia declarar la guerra als Estats Units i donar-se la més gran satisfacció: la de poder decretar per fi la solució final de la qüestió jueva a tot Europa. En resum, el desembre del 1941, en pocs dies, Hitler va decidir-se definitivament entre aquells dos objectius incompatibles que havia perseguit des del principi: que Alemanya dominés el món i l'extermini dels jueus. El primer el va donar per inabastable i es va concentrar completament en el segon. I encara més: acceptava la derrota total d'Alemanya, amb totes les seves possibles conseqüències, per poder dur a terme el desig de veure l'extermini dels jueus europeus. El desembre del 1941 el Hitler polític abdicava definitivament a favor del Hitler genocida.
Així doncs, a partir de l'any 1942 amb un curs de la guerra canviant a favor dels aliats, el Tercer Reich canvia l'organització dels camps: calia anar a l'exterminació dels enemics mitjançant el treball. Aleshores. Faltava mà d'obra, car el front rus estava engolint molts joves alemanys. Otto Thierack, ministre de justícia nazi, havia trobat la fórmula per aprofitar fins al darrer alè els presoners deportats: «Vernichtung durch Arbeit». I això significava, exactament, l'exterminació pel treball. Aquesta fórmula seria precisada, el 30 d'abril de 1942, pel cap de la WVHA (Oficina Central Econòmica i Administrativa de la SS):
| « | Guardar els detinguts per les úniques raons de seguretat, redreçament o prevenció, ja no és la idea principal. El centre de gravetat ha estat desplaçat vers el costat econòmic. Cal mobilitzar la mà d'obra detinguda per a les tasques de la guerra. | » |

Reinhard Heydrich, cap de l'oficina central de seguretat del Reich, va dividir el 1941 els camps en tres tipus: Dachau i Sachsenhausen foren considerats de primera categoria; Buchenwald i Flossenburg, de segona; Mauthausen, de tercera, el camp dels elements irrecuperables per al règim nazi. D'aquesta manera els buròcrates de la seguretat del Reich passaren, amb tota naturalitat, de la idea de prevenció o redreçament a la idea d'extermini. Des de 1941 enviar a una mort segura a éssers humans ja era un fet natural. Himmler covava ja la solució final per als jueus. El 8 de juliol dona l'ordre d'executar tots els gitanos d'Europa. El 9 de setembre de 1941 és emprat per primera vegada el gas Zyklon B al camp d'Auschwitz.
El 12 de desembre de 1941, el comandant superem de la Wehrmacht, mariscal Wilhelm Keitel, dona l'ordre Nacht und Nebel (Nit i boira):
| «                 | Les persones que als territoris ocupats cometin accions contra les forces armades han d'ésser transferides al Reich per tal de ser jutjades per un tribunal especial. Si per qualsevol raó no fos possible de processar-les, seran enviades a un camp de concentració amb una ordre de reclusió vàlida, en termes generals, fins al final de la guerra. Parents, amics i coneguts han de romandre ignorants de la sort dels detinguts; així, aquests darrers no han de tenir cap mena de contacte amb el món exterior. No podran escriure ni rebre paquets ni visites. No han d'ésser transmeses a cap organisme estranger informacions sobre la vida dels detinguts. En cas de mort, la família no n'ha d'ésser informada fins a nova ordre. Manca encara una reglamentació definitiva d'aquest aspecte de la qüestió. Les disposicions anteriors són vàlides per a tots els detinguts en què, a les diligències de la reclusió per raons de seguretat realitzades per l'Oficina Central de Seguretat del Reich, hi hagi l'anotació Nacht und Nebel. Els nazis no van deixar mai de banda la poesia per referir-se als seus crims: els deportats eren destinats a esboirar-se dins la nit i la boira. Himmler va manllevar aquesta expressió del llibret de l'òpera de Wagner Das Rheingold, quan Fafner diu als nans del bosc que han de desaparèixer: Seid Nacht und Nebel gleich!, sigueu com la nit i la boira. És a dir, desapareixeu!. | » |
| — Montserrat Roig | |   |

La Solució final representa que els jueus ja no són enviats a camps de treball o de concentració, sinó a camps d'extermini. Econòmicament, aquesta decisió dels principals jerarques nazis comportà l'oposició d'alguns empresaris, especialment de la indústria d'armament, beneficiaris o adscrits als camps de treball, ja que aquesta decisió amenaça el seu rendiment i els seus interessos, ja que els obrers jueus ja estan formats i especialitzats, i haver de formar nous treballadors suposaria pèrdues, retards i una davallada del rendiment. En alguns casos, les autoritats nazis van cedir a la voluntat dels empresaris, però a mesura que avançava la guerra cada cop es feia més difícil oposar-se a la impaciència de Hitler i la cúpula dirigent nazi. Aquesta oposició de certs empresaris no respon, en la majoria dels casos, a una voluntat altruista o filantròpica, sinó a la rendibilitat més alta que suposaria per aquestes empreses fer morir als jueus d'esgotament i d'explotació que exterminar-los directament. Dins del mateix govern nazi s'aixequen algunes veus en contra de la solució final, ja que suposarà l'eliminació de la reserva de mà d'obra jueva i obligarà a la concentració als camps de concentració de soldats alemanys, més necessaris en altres parts. No obstant això, els camps d'extermini, el màxim exponent dels quals és Auschwitz, es posen en marxa: s'industrialitza i es burocratitza l'assassinat. Els béns confiscats als deportats passen a ser propietat del Tercer Reich i són repartits entre els membres de les SS o les seves famílies a través de l'oficina central econòmica política. S'estableixen normes clares i precises respecte al que s'ha de fer amb aquests béns en funció de la seva tipologia: els objectes de valor s'envien al Reichsbank, els diners han de ser destinats a un compte del tresor destinat a finançar les SS.
Malgrat les ordres en sentit contrari, els membres de les SS que s'ocupen de l'assignació de mà d'obra reben l'ordre que tots els treballadors jueus siguin substituïts per polonesos, fet que suposa un problema per a moltes empreses i genera diverses queixes, però el procés no s'atura ni s'alenteix. Tot i això, les SS organitzen i posen en marxa algunes empreses als mateixos camps d'extermini per tal de fer treballar els presoners abans d'enviar-los a les cambres de gas. En general es tracta de feines rudimentàries: fusta, pedreres. Algunes empreses privades també s'instal·len als camps; és el cas IG-Farben, que posa en marxa a Auschwitz una fàbrica de cautxú sintètic, o la fàbrica de detonadors Krupp que s'instal·la al mateix camp. Aquestes iniciatives, tanmateix, van en contra de la voluntat d'Adolf Hitler i l'objectiu i tasca fonamental dels camps és l'extermini i ho continua essent fins a l'arribada de l'exèrcit soviètic al camp d'Auschwitz i l'alliberació per part dels aliats dels camps de concentració i d'extermini nazis i la derrota d'Alemanya a la Segona Guerra Mundial.

## El funcionament intern dels camps
Els camps estaven envoltats de tanques espinoses electrificades, amb diverses torretes de vigilància amb metralladores. Els presoners hi arribaven en combois de tren. Un cop allí, els més forts i sans eren usats com a força de treball i la resta eren eliminats. Als presoners se'ls marcava amb un número identificatiu al braç o al clatell. El seu vestit consistia en un uniforme a ratlles, en el qual s'estampava la inicial de la nacionalitat del reu. Els jueus hi duien una estrella de David groga. El triangle negre era per als asocials. El triangle rosa pels homosexuals. El morat o porpra per als Testimonis de Jehovà (objectors de consciència). Els espanyols duien una S cosida al triangle blau.

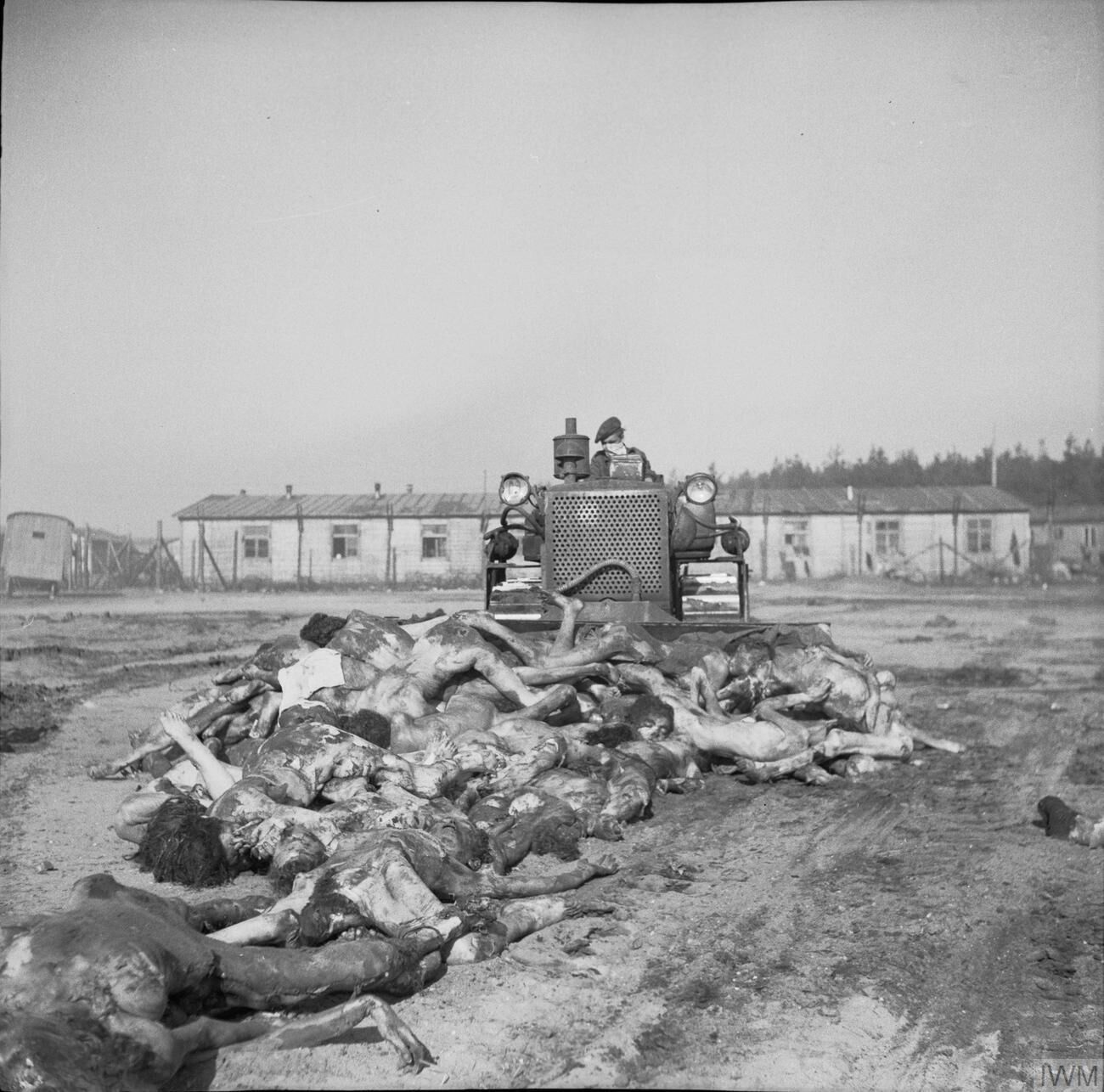
Camp de Bergen-Belsen, fotografia de l'abril 1945 quan el camp ja havia estat alliberat. Una excavadora transporta els cadàvers sense enterrar.

Els deportats eren integrats en esquadrons de treball sota les ordres d'un kapo, normalment delinqüents comuns que col·laboraven amb les SS. Els càstigs corporals eren freqüents i extremadament cruels. La manca d'alimentació i la intensitat del treball eren també causa de l'alta mortalitat. Amb l'aplicació de tècniques d'extermini més efectives, s'arribà l'any 1944 a la xifra de 24.000 gasejaments diaris. En diversos camps els presoners també van ser víctimes de l'experimentació mèdica, especialment dirigides a la inoculació de malalties i l'esterilització.
Finalment, amb l'avanç aliat, des de la fi de 1944 i al 1945, els camps de concentració són alliberats, davant l'estupefacció mundial per l'extrema brutalitat que havien sofert els presoners. Alguns dels responsables de l'extermini van ser condemnats per crims contra la humanitat en els Judicis de Nuremberg.

## Xifres del genocidi
Durant l'Holocaust, uns sis milions de jueus (al voltant d'un terç de la població jueva mundial de l'època) foren morts. En alguns casos van desaparèixer comunitats senceres, entre elles la important comunitat jueva de Polònia (de més de tres milions de membres) i la comunitat sefardita de Salònica, Grècia.
El nombre exacte de persones assassinades durant el règim nazi no s'ha pogut determinar de forma exacta i varia segons els autors. Pel que fa al nombre de víctimes jueves es xifra entre gairebé sis milions i una altra propera als set milions.
Les causes de la destrucció dels jueus europeus, segons Hilberg, i a partir d'unes xifres globals de morts a la part baixa (5.100.000), s'agrupen en tres àmbits:
- En els guetos i per privacions: més de 800.000.
- Afusellats: uns 1.400.000.
- En els camps de concentració: 2.900.000 (dels quals 2.700.000 a les cambres de gas).

Prop de 10.000 republicans espanyols van conèixer la deportació als camps d'extermini nazi. Un 60% hi deixà la pell.
Uns 10.000 Testimonis de Jehovà (n'hi havia uns 20.000) foren empresonats o deportats a camps de concentració, on uns 2.500 van perdre la vida, i 253 van ser condemnats i executats.

## Política d'higiene racial
Els nazis instauren també el control reproductiu de la societat alemanya. És imperiosa la necessitat de crear nous aris i de treure de la circulació aquells que presentin «defectes» en nom de la «higiene racial», promovent l'eugenèsia i recorrent a l'eutanàsia si feia falta. Així mateix, es va buscar la fecundació de totes les alemanyes de bona sang per l'elit ària perquè a poc a poc la raça perduda recuperi la seva esplendor. El resultat d'això va ser l'establiment dels camps Lebensborn en els quals dones d'origen ari eren inseminades amb pares seleccionats per a la creació de nens racialment purs.

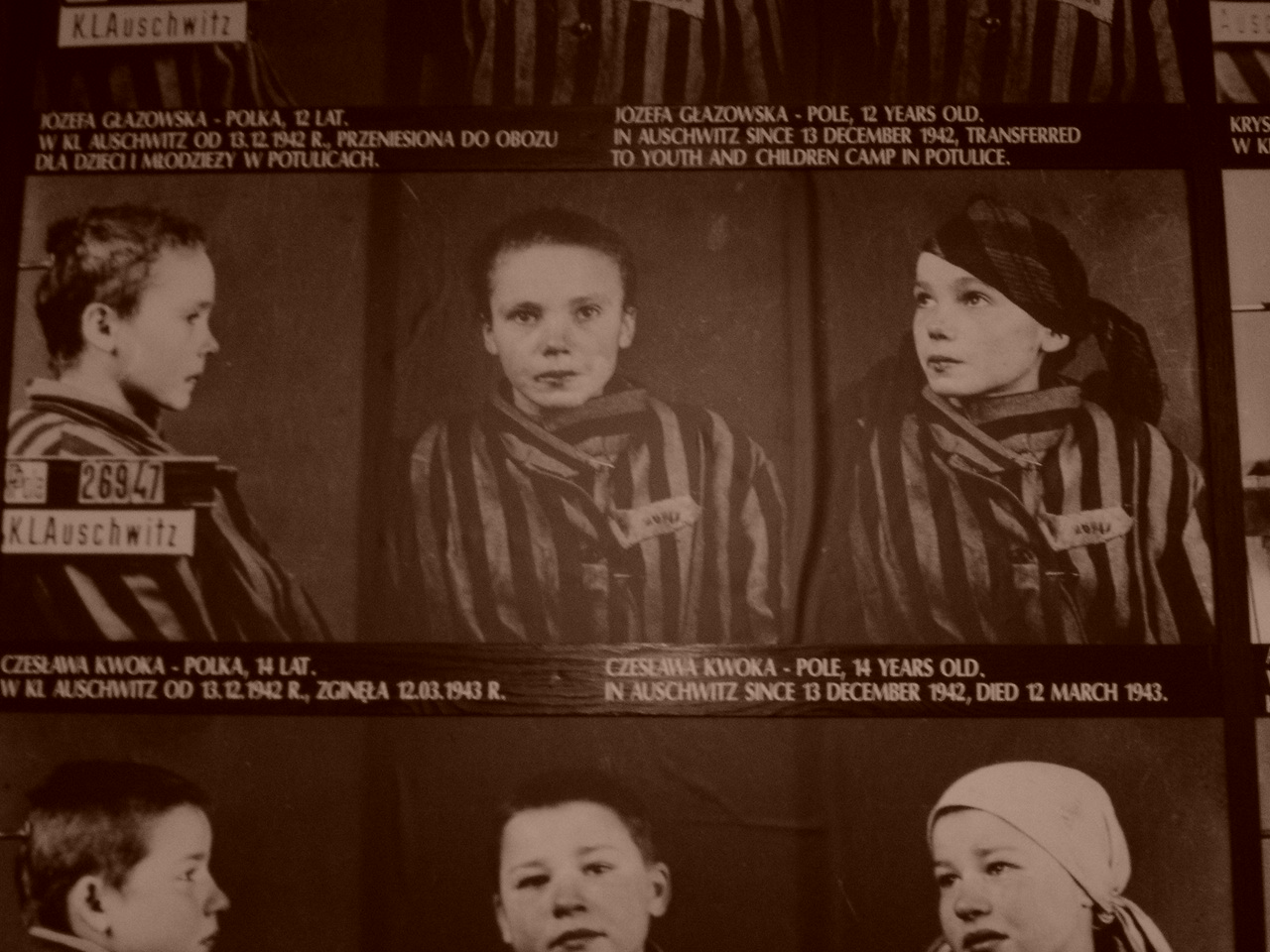
Czesława Kwoka -Polonesa- 14 anys. Internada a Auschwitz: 13 de desembre de 1942 - Mort: 12 de març de 1943.

El nazisme està imbuït d'una paranoia racial que li porta a teixir tot un entramat científic-místic. D'una banda, pretén demostrar mitjançant la moderna ciència de la biologia, la selecció natural de Darwin i les lleis de l'herència de Gregori Mendel, de manera pseudocientífica la realitat de la raça pura i, d'altra banda, presenta la creença mística que aquesta ha de recuperar uns poders que se li suposen perduts per la mescla amb races suposadament degenerades, com serien els jueus o, en menor mesura, els eslaus. En els jueus se centra el mal de mals i cap a la meitat de la Segona Guerra Mundial començaran a ser exterminats en els camps de concentració.

### Antisemitisme nazi
Per a Hitler, els comunistes eren enemics de la nació alemanya. Però encara hi havia un enemic major que es fusionava amb aquest i amb els altres possibles: els jueus. Partint d'una concepció racista, des de principis dels anys vint Hitler va anar reconstruint un estereotip racial del jueu, a partir de les teories de Walter Darré, Alfred Rosenberg, Spengler (segle XX), Houston Stewart Chamberlain i el comte de Gobineau (segle xix).
Els jueus encarnaven, per a Hitler, tots els mals que afligien a la nació alemanya (no jueva): eren els proletariats agitadors, els financistes avars i els grans industrials que espremien al poble alemany; eren la premsa que difamava a la nació, i també els febles i corruptes parlamentaris còmplices dels humiliants tractats de pau i de la feblesa de la nació. Eren, en síntesi, l'enemic racial, que des de l'interior corrompia i contaminava a la nació, afeblint-la.
El jueu era l'enemic absolut que tant necessitava el sistema totalitari per a la mobilització política i social, així com per distreure l'opinió pública dels propis problemes.
El 1935 les lleis de Nuremberg van privar als jueus de la ciutadania alemanya i de tot dret. Se'ls va prohibir el contacte amb els aris i se'ls va obligar a portar una identificació. Les lleis afectaven a tots aquells a qui l'Estat definia racialment com a jueus. Van continuar la violència i l'assetjament de les SS i de la policia als jueus, produint-se massives emigracions.
Després va seguir una segona fase d'expropiació, caracteritzada per l'«arianització» de béns, els acomiadaments i els impostos especials.
El 1938 se'ls va prohibir als advocats i metges jueus el lliure exercici de les seves professions i es va obligar a fer que els que tenien noms de pila no jueus que anteposessin els de «Sara» o «Israel» als propis, per a la identificació en els camps de treball i en els mateixos guetos). El resultat, distingir-los.

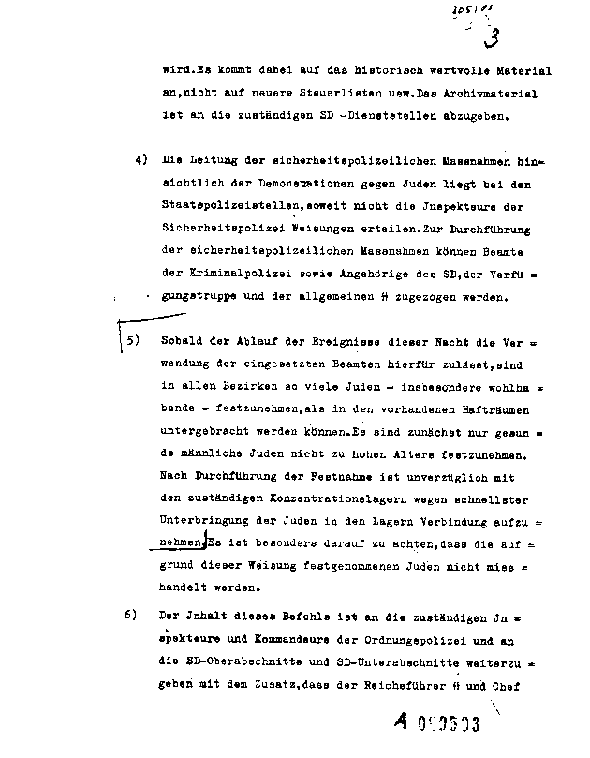
Pàgina 3 del «Telegrama urgent (secret)» (1:20 a.m, 10 de Novembre, 1938). Signat per Reinhard Heydrich, sobre «mesures contra els jueus aquesta nit» i instruint que els «jueus arrestats» siguin traslladats a «camps de concentració».

Al novembre, esgrimint com a excusa l'assassinat d'un diplomàtic alemany a París a les mans d'un jove jueu, van ser atacats per membres de les SS, en el que es va dir la «nit dels vidres trencats». El resultat va ser de tal magnitud que el mateix Estat va haver de restaurar l'ordre que ell mateix havia pertorbat.
Els jueus van ser considerats globalment responsables de l'atac i obligats a reparar els danys, a indemnitzar a l'Estat alemany per les destrosses i a lliurar els diners rebuts a companyies d'assegurances. Els va excloure de la vida econòmica, se'ls va prohibir l'accés a les universitats, l'ús de transports públics i el freqüentar llocs públics com a teatres o jardins. Addicionalment aquest moment va marcar el començament d'un programa organitzat d'internament dels jueus en camps de concentració: en un telegrama d'instruccions signada per Reinhard Heydrich —marcat «Urgent i secret»— en preparació a la kristalnacht s'estableix (punt 5): «Tan aviat com el curs dels esdeveniments durant aquesta nit permeti l'ús dels oficials de policia assignats per a aquest propòsit, seran arrestats tants jueus com sigui possible acomodar en els llocs de detenció de cada districte —especialment jueus rics. De moment solament seran arrestats jueus homes en bon estat de salut, d'edat no gaire avançada. Immediatament que l'arrest tingui lloc, es contactés el camp de concentració adequat per situar als jueus tan ràpidament com sigui possible en aquests camps....». Aquests camps en realitat eren «camps de treball forçat» en els quals s'explotava als internats fins a la mort. En els “camps de treball” els presoners estaven sotmesos al programa de «Vernichtung durch Arbeit» (Extinció o obliteració a través del treball), per mitjà del seu esgotament i de privació de tot tractament mèdic o ajuda: la mitjana de vida d'un presoner era menor a quatre mesos.
Finalment, els jueus van ser concentrats en guetos (barris especials on vivien amuntegats) o en camps. A això seguiria l'esclavització i l'extermini durant la guerra. Els camps de concentració, inicialment destinats a la presó preventiva d'«enemics de l'estat» (per exemple: comunistes i socialdemòcrates), es van convertir en llocs de treball forçós, per a experiments mèdics i per a l'eliminació física de jueus, gitanos, homosexuals i discapacitats.

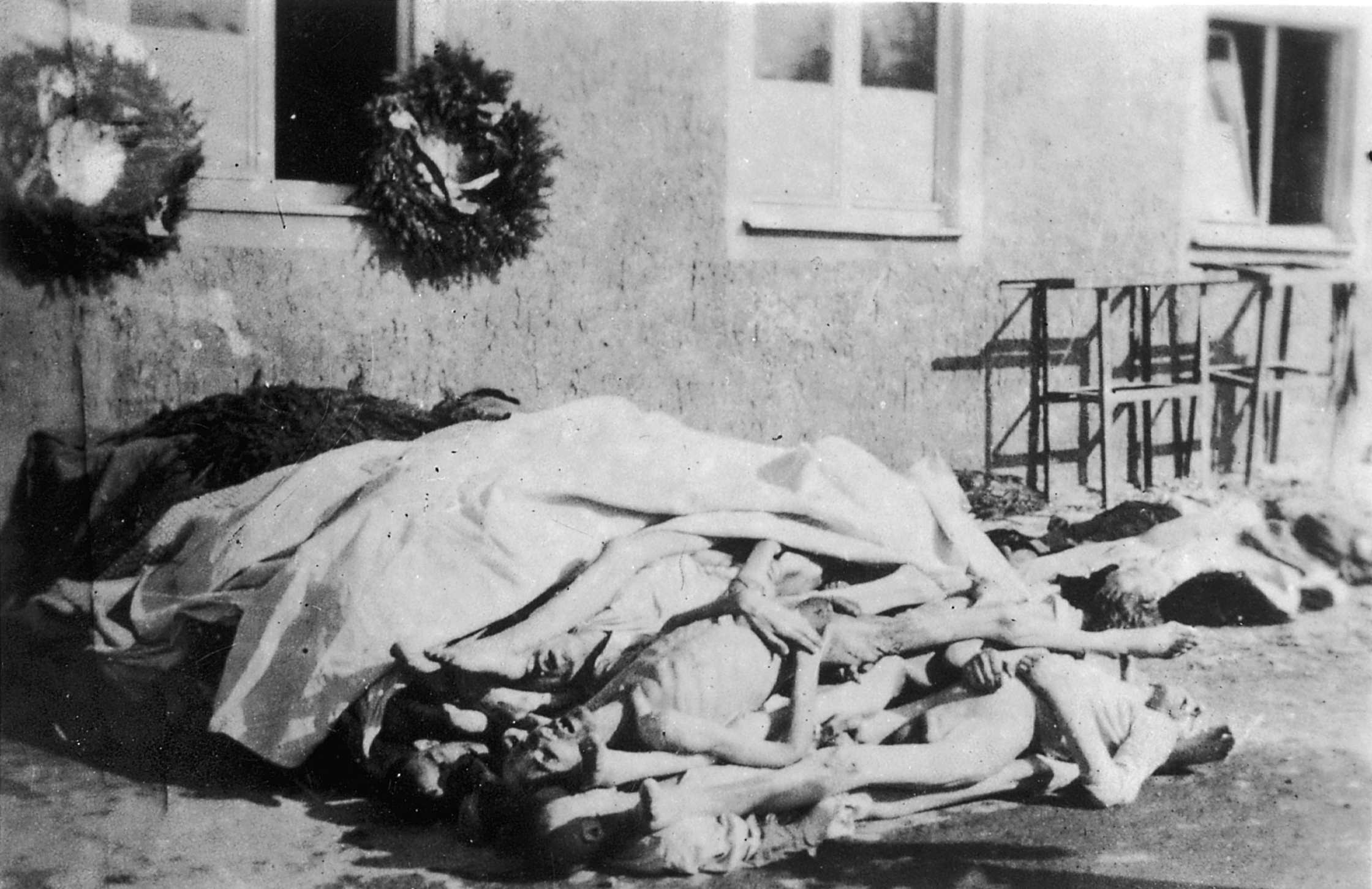
Escena a Buchenwald, el 16 d'abril de 1945 - dia del seu alliberament.

### Revisionisme històric
Sobre aquest últim punt, hi ha els qui sostenen la inexistència de l'holocaust jueu, ja sigui íntegrament o en les proporcions que són comunament acceptades, la qual cosa ha donat lloc a alguns judicis. Els principals expositors d'aquesta visió són Robert Faurisson, Paul Rassinier i el jueu David Irving, Els casos més coneguts són A) el de la Commonwealth del Canadà contra Ernst Zundel, ciutadà alemany que va viure al Canadà entre 1958 i el 2000 i qui va publicar diversos pamflets qüestionant l'holocaust, per la qual cosa va ser processat per «publicar literatura capaç d'incitar odi contra un grup identificable». En aquest procés, Alfred Leuchter, qui va proclamar ser enginyer, el «màxim expert mundial en» i «constructor» de cambres de gas per a les presons dels Estats Units Mario López Ibáñez: va evacuar l'Informe Leuchter, en el qual va concloure que «no va haver-hi cambres de gas per a l'execució en cap d'aquests llocs» i B) el d'Irving contra Lipstadt i uns altres, en el qual Irving va ser considerat «un actiu negacionista de l'Holocaust... un antisemita i un racista».

## Persecució dels homosexuals a l'Alemanya nazi

El Triangle rosa, símbol amb el qual es marcava als homosexuals en els camps de concentració nazis.

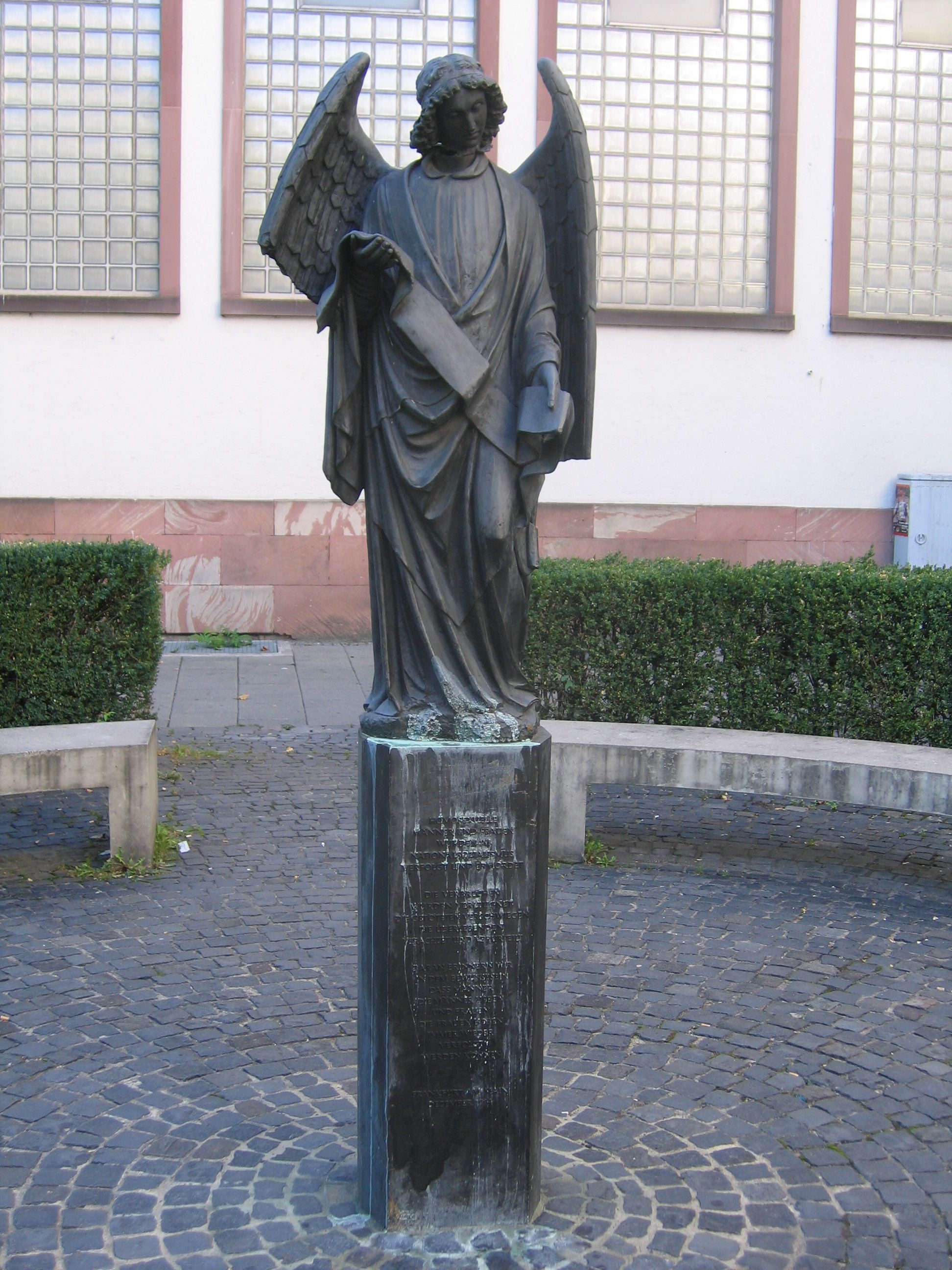
Àngel de Frankfurt

La persecució dels homosexuals a l'Alemanya nazi es va fonamentar principalment sobre la premissa que l'homosexualitat era incompatible amb la ideologia nacionalsocialista perquè els homosexuals no es reproduïen i, per tant, no perpetuaven la raça ària. L'homosexualitat constituïa una de les proves de degeneració racial que, a més, es transmetia per vici d'uns individus a uns altres; per això les autoritats havien de posar tots els mitjans al seu abast per evitar la seva extensió.
El Frankfurter Engel (àngel de Frankfurt) va ser el primer monument d'Alemanya en memòria dels homosexuals perseguits pel nazisme i, posteriorment, pel paràgraf 175 del codi penal alemany. Com el seu nom indica el monument és l'estàtua d'un àngel subjectant una banda. L'obra va ser el primer monument commemoratiu de les víctimes homosexuals de l'holocaust a Alemanya. Els següents en ser erigits a Alemanya van ser el Triangle rosa de Colònia (1995) i el Monument als homosexuals perseguits pel nazisme de Berlín (2008).
A la base de l'estàtua hi ha una inscripció en alemany que diu: «Els homes i dones homosexuals van ser perseguits i assassinats durant el règim nacionalsocialista. La matança va ser ocultada i negada, menyspreant i condemnant als supervivents. Per això els recordem i als homes que estimen altres homes i les dones que estimen altres dones que sovint encara segueixen sent perseguits. Frankfurt del Main. Desembre 1994.» La inscripció al·ludeix al fet que els homosexuals no només van ser perseguits durant el règim nazi, sinó que l'article 175 va seguir vigent i no es va reformar la prohibició respecte a les pràctiques homosexuals entre adults fins a 1973, servint per condemnar fins i tot als supervivents dels camps de concentració. Fins que va ser derogat completament el 1994. El que va causar que els homosexuals no poguessin fer durant anys cap reclamació i fossin l'últim grup de víctimes a ser oficialment reconegut.